# Объединённая германская команда на летних Олимпийских играх 1964
На Летних Олимпийских играх 1964 года Объединённая германская команда, в которой совместно выступали спортсмены из ГДР, ФРГ и Западного Берлина, завоевала 10 золотых, 22 серебряных и 18 бронзовых медалей, что вывело её на 4-е место в неофициальном командном зачёте. Это было последним выступлением Объединённой германской команды; начиная с Игр 1968 года спортсмены ГДР и ФРГ выступали отдельно.

## Медалисты
| Медаль  | Спортсмен | Вид спорта                  | Дисциплина                                            |
| ------- | --- | --------------------------- | ----------------------------------------------------- |
| Золото  | Вилли Хольдорф | Лёгкая атлетика             | Мужчины, десятиборье                                  |
| Золото  | Карин Бальцер | Лёгкая атлетика             | Женщины, бег на 80 м с барьерами                      |
| Золото  | Лотар Клесгес Карлхайнц Хенрикс Карл Линк Эрнст Штренг | Велоспорт                   | Мужчины, командная гонка преследования на 4000 м      |
| Золото  | Юрген Эшерт | Гребля на байдарках и каноэ | Мужчины, каноэ-одиночки, 1000 м                       |
| Золото  | Росвита Эссер Аннемари Циммерман | Гребля на байдарках и каноэ | Женщины, байдарки-двойки, 500 м                       |
| Золото  | Харри Больдт Райнер Климке Йозеф Некерман | Конный спорт                | Выездка, командное первенство                         |
| Золото  | Херман Шридде Курт Яразински Ханс-Гюнтер Винклер | Конный спорт                | Конкур, командное первенство                          |
| Золото  | Петер Нойзель Бернхард Бриттинг Йоахим Вернер Эгберт Хиршфельдер Юрген Эльке | Академическая гребля        | Мужчины, четвёрки с рулевым                           |
| Золото  | Ингрид Кремер | Прыжки в воду               | Женщины, трамплин                                     |
| Золото  | Вильгельм Кувайде | Парусный спорт              | Мужчины, клас «Финн»                                  |
| Серебро | Харальд Норпот | Лёгкая атлетика             | Мужчины, 5000 м                                       |
| Серебро | Дитер Линднер | Лёгкая атлетика             | Мужчины, спортивная ходьба 20 км                      |
| Серебро | Вольфганг Райнхардт | Лёгкая атлетика             | Мужчины, прыжки с шестом                              |
| Серебро | Ренате Гариш-Кульмбергер | Лёгкая атлетика             | Женщины, толкание ядра                                |
| Серебро | Ингрид Лоц | Лёгкая атлетика             | Женщины, метание диска                                |
| Серебро | Эмиль Шульц | Бокс                        | Мужчины, до 75 кг                                     |
| Серебро | Ханс Хубер | Бокс                        | Мужчины, свыше 81 кг                                  |
| Серебро | Вольфганг Хофман | Дзюдо                       | Мужчины, до 80 кг                                     |
| Серебро | Гюнтер Перлеберг Бернхард Шульце Фридхельм Венцке Хольгер Цандер | Гребля на байдарках и каноэ | Мужчины, байдарки-четвёрки, 1000 м                    |
| Серебро | Харри Больдт | Конный спорт                | Выездка, личное первенство                            |
| Серебро | Херман Шридде | Конный спорт                | Конкур, личное первенство                             |
| Серебро | Ахим Хилль | Академическая гребля        | Мужчины, одиночки                                     |
| Серебро | Клаус Эффке Клаус Биттнер Карл-Генрих фон Гроддек Ханс-Юрген Валльбрехт Клаус Беренс Юрген Шрёдер Юрген Плагеман Хорст Майер Томас Аренс | Академическая гребля        | Мужчины, восьмёрки                                    |
| Серебро | Хельга Мес | Фехтование                  | Женщины, рапира, личное первенство                    |
| Серебро | Ингрид Кремер | Прыжки в воду               | Женщины, вышка                                        |
| Серебро | Биргит Радохла | Спортивная гимнастика       | Женщины, бревно                                       |
| Серебро | Клаус Рост | Борьба                      | Мужчины, вольная борьба, до 70 кг                     |
| Серебро | Петер Арендт Вильфрид Лоренц Ульрих Мензе | Парусный спорт              | Мужчины, класс «Дракон»                               |
| Серебро | Франк Виганд | Плавание                    | Мужчины, 400 м вольным стилем                         |
| Серебро | Франк Виганд Хорст Лёффлер Уве Якобзен Ханс-Йоахим Клайн | Плавание                    | Мужчины, эстафета 4 x 100 м вольным стилем            |
| Серебро | Франк Виганд Ханс-Йоахим Клайн Хорст-Гюнтер Грегор Герхард Хец | Плавание                    | Мужчины, эстафета 4 x 200 м вольным стилем            |
| Серебро | Франк Виганд Ханс-Йоахим Клайн Эрнст-Йоахим Кюпперс Эгор Хеннинген | Плавание                    | Мужчины, эстафета 4 x 100 м комбинированным плаванием |
| Бронза  | Клаус Ленерц | Лёгкая атлетика             | Мужчины, прыжки с шестом                              |
| Бронза  | Уве Байер | Лёгкая атлетика             | Мужчины, метание молота                               |
| Бронза  | Ханс-Йоахим Вальде | Лёгкая атлетика             | Мужчины, десятиборье                                  |
| Бронза  | Вилли Фуггерер Клаус Кобуш | Велоспорт                   | Мужчины, тандем                                       |
| Бронза  | Хайнц Шульц | Бокс                        | Мужчины, до 57 кг                                     |
| Бронза  | Клаус Глан | Дзюдо                       | Мужчины, открытая категория                           |
| Бронза  | Хайнц Бюкер Хольгер Цандер | Гребля на байдарках и каноэ | Мужчины, байдарки-двойки, 1000 м                      |
| Бронза  | Фриц Лиггес | Конный спорт                | Конное троеборье, личное первенство                   |
| Бронза  | Фриц Лиггес Хорст Карстен Герхард Шульц | Конный спорт                | Конное троеборье, командное первенство                |
| Бронза  | Михаэль Шван Вольфганг Хоттенротт | Академическая гребля        | Мужчины, двойки                                       |
| Бронза  | Хельга Мес Роземари Шербергер Хайди Шмид Гудрун Тойеркауфф | Фехтование                  | Женщины, рапира, командное первенство                 |
| Бронза  | Зигфрид Фюлле Филипп Фюрст Гюнтер Лис Эрвин Коппе Клаус Кёсте Петер Вебер | Гимнастика                  | Мужчины, командное первенство                         |
| Бронза  | Герд Бакхаус Вольфганг Бартельс Бернд Баухшпис Герхард Кёрнер Отто Фресдорф Хеннинг Френцель Дитер Энгельхардт Херберт Панкау Манфред Гайслер Юрген Хайнш Клаус Лизивикц Юрген Нёльднер Петер Рок Клаус-Дитер Зехаус Херман Штёкер Вернер Унгер Клаус Урбанкцик Эберхард Фогель Манфред Вальтер Хорст Вайганг | Футбол                      | Мужчины                                               |
| Бронза  | Лотар Метц | Борьба                      | Мужчины, греко-римская борьба, до 87 кг               |
| Бронза  | Хайнц Киль | Борьба                      | Мужчины, греко-римская борьба, до 97 кг               |
| Бронза  | Вильфрид Дитрих | Борьба                      | Мужчины, греко-римская борьба, свыше 97 кг            |
| Бронза  | Ханс-Йоахим Клайн | Плавание                    | Мужчины, 100 м вольным стилем                         |
| Бронза  | Герхард Хец | Плавание                    | Мужчины, 400 м комбинированным плаванием              |

## Результаты соревнований

### Академическая гребля
В следующий раунд из каждого заезда проходили несколько лучших экипажей (в зависимости от дисциплины). В финал A выходили 6 сильнейших экипажей, ещё 6 экипажей, выбывших в отборочном заезде, распределяли места в малом финале B.
Мужчины
| Соревнование | Спортсмены                        | Предварительный заезд | Предварительный заезд | Предварительный заезд | Отборочный заезд | Отборочный заезд | Отборочный заезд | Финал   | Финал   | Итоговое место |
| Соревнование | Спортсмены                        | Заезд                 | Время                 | Место                 | Заезд            | Время            | Место            | Время   | Место   | Итоговое место |
| ------------ | --------------------------------- | --------------------- | --------------------- | --------------------- | ---------------- | ---------------- | ---------------- | ------- | ------- | -------------- |
| одиночки     | Ахим Хилль                        | 1                     | 7:40,49               | 1 QA                  | не участвовал    | не участвовал    | не участвовал    | Финал A | Финал A | 2              |
| одиночки     | Ахим Хилль                        | 1                     | 7:40,49               | 1 QA                  | не участвовал    | не участвовал    | не участвовал    | 8:26,24 | 2       | 2              |
| двойки       | Михаэль Шван Вольфганг Хоттенротт | 3                     | 7:20,18               | 1 QA                  | не участвовали   | не участвовали   | не участвовали   | Финал A | Финал A | 3              |
| двойки       | Михаэль Шван Вольфганг Хоттенротт | 3                     | 7:20,18               | 1 QA                  | не участвовали   | не участвовали   | не участвовали   | 7:38,63 | 3       | 3              |